# Stadium of Light
Stadium of Light és un estadi de futbol situat a la ciutat de Sunderland a Anglaterra. El propietari del camp és el Sunderland A.F.C que hi juga els seus partits com a local. La seva capacitat màxima és de 49.000 espectadors sent així el cinquè estadi amb major aforament d'Anglaterra i el tercer de la Premier League. Va ser inaugurat el 1997. TTH Architects van ser els encarregats de dissenyar la construcció. La superfície és de gespa natural i les dimensions del terreny de joc són de 105 x 68 metres.